# ویلمیدین اردنبورگ
ویلمیدین اردنبورگ (انگلیسی: Willemien Aardenburg؛ زادهٔ ۳۰ اوت ۱۹۶۶) بازیکن هاکی روی چمن اهل پادشاهی هلند است.